# Valentín de Foronda
Valentín Tadeo de Foronda y González de Echavarri (Vitoria, Álava, 14 de fevereiro de 1751 - Pamplona, 24 de dezembro 1821), economista e escritor ilustrado espanhol.

## Biografia
Nascido em uma família de idosos, fundou o Banco San Carlos com Francisco Cabarrús, um membro do Euskalerriaren Lagunak Elkartea e da American Philosophical Society. Embora ele tenha sido moderado antes de 1789, mais tarde ele se tornou liberal. É por isso que ele teve que deixar Bergara, e foi morar em outros locais da Europa e mais tarde, nos Estados Unidos da América. Ele também sofreu perseguição política e teve disputas com a monarquia absolutista.